# Néstor Garnica
Néstor Garnica (n. en La Banda, Santiago del Estero, en 1972) es un reconocido violinista y cantante argentino de folclore.
Entre sus discos más famosos se encuentran Lunita del Violinero, La fiesta del Violinero y El Violinero del tiempo. “Violinero del tiempo” y “Violinero del Apocalipsis” son algunos de los eufemismos utilizados para destacar la prestancia interpretativa de Néstor Garnica, músico bandeño que ejecuta el violín desde el alma y le pone corazón a cada una de sus interpretaciones.
En 1994 fue becado por la Universidad Nacional de Tucumán para viajar a Alemania donde recorrió diversas ciudades tales como Dusseldorf, Colonia y Bonn. Luego siguió perfeccionándose en Holanda en el Conservatario de Róterdam. Visitó diferentes países de Europa integrando grupos de distintos géneros y estilos musicales, orquestas de cámaras, típicas como por ejemplo: Orquesta Típica de Tango de Róterdam; Grupo Mariachi “Tierra Caliente” de Amsterdan y Trío “Caramba” junto con Lucio García (Cuba), Lorenzo Caballero (España), entre otros. 
Tiene en su haber numerosos reconocimientos, entre ellos se destacan: Consagración Festival de La Salamanca, La Banda, Santiago del Estero (2003) - Consagración Festival Nacional de Cosquín (2004) - Consagración Festival de Doma Folklore Jesús María, Córdoba (2005) – Consagración Festival Nacional del Lapacho, Bermejo, Bolivia (2009).
Su trayectoria discográfica es amplia, ya que desde sus comienzos en la ejecución del violín, acompañó a diversos artistas reconocidos en el ámbito folklórico tales como: Los Manseros Santiagueños (a la edad de 14 años); Mercedes Sosa, Horacio Banegas, Cuti y Roberto Carabajal, La Misa Santiagueña, Juan Carlos Carabajal, Chango Nieto, El Chaqueño Palavecino, Los Auténticos Decadentes, Ismael Serrano, entre otros nacionales e internacionales.
Desde el año 2002, desarrolla su carrera como solista que incluye los siguientes trabajos discográficos: “La Fiesta del Violinero”;  “…Y Sigue La Fiesta”; “Aves de Libertad”; “Violinero del tiempo” y “Lunita del Violinero”, placas  en donde incluye temas de su autoría.
Fue nombrado «embajador cultural» por la Cámara Legislativa de Santiago del Estero. Hoy en día, sigue perfeccionándose y recorriendo con su agrupación los escenarios más importantes del país.
En la actualidad Néstor Garnica se encuentra recorriendo los principales escenarios del país adelantando temas de su sexto trabajo discográfico